# Hadrowt'
Hadrut' (in armeno Հադրութ, traslitterato come Hadrowt o Hadrout) è un comune azero del distretto di Xocavənd.
Prima dell'esodo della popolazione di lingua armena, Hadrut contava 4 100 abitanti.

## Storia
Incerta la data di fondazione della cittadina: nel XVI secolo esisteva un insediamento di nome Honashen (dall'armeno hon, corniolo, e shen, insediamento), in seguito denominato Hadrut ("tra i fiumi"). Nella parte vecchia della cittadina vi sono case risalenti al XVIII e al XIX secolo in stradine strette e tortuose. In seguito alla prima guerra del Nagorno Karabakh, la cittadina divenne capoluogo dell'omonima regione nell'Artsakh (già repubblica del Nagorno Karabakh). 
Da visitare il museo storico della tradizione locale, la chiesa di Surb Haroutyoun (Santa Resurrezione) del XVII secolo e un enorme platano vecchio di ottocento anni.
A un chilometro di distanza sorge il piccolo villaggio di Tyak con le sue case caratteristiche e le strade lastricate; presenti molte sorgenti nella zona.
Da Hadrut parte il sentiero Janapar che attraversa da sud a nord tutta la repubblica.
Nel febbraio 2014 è stato siglato un accordo di gemellaggio con la francese Vienne

## Altri progetti

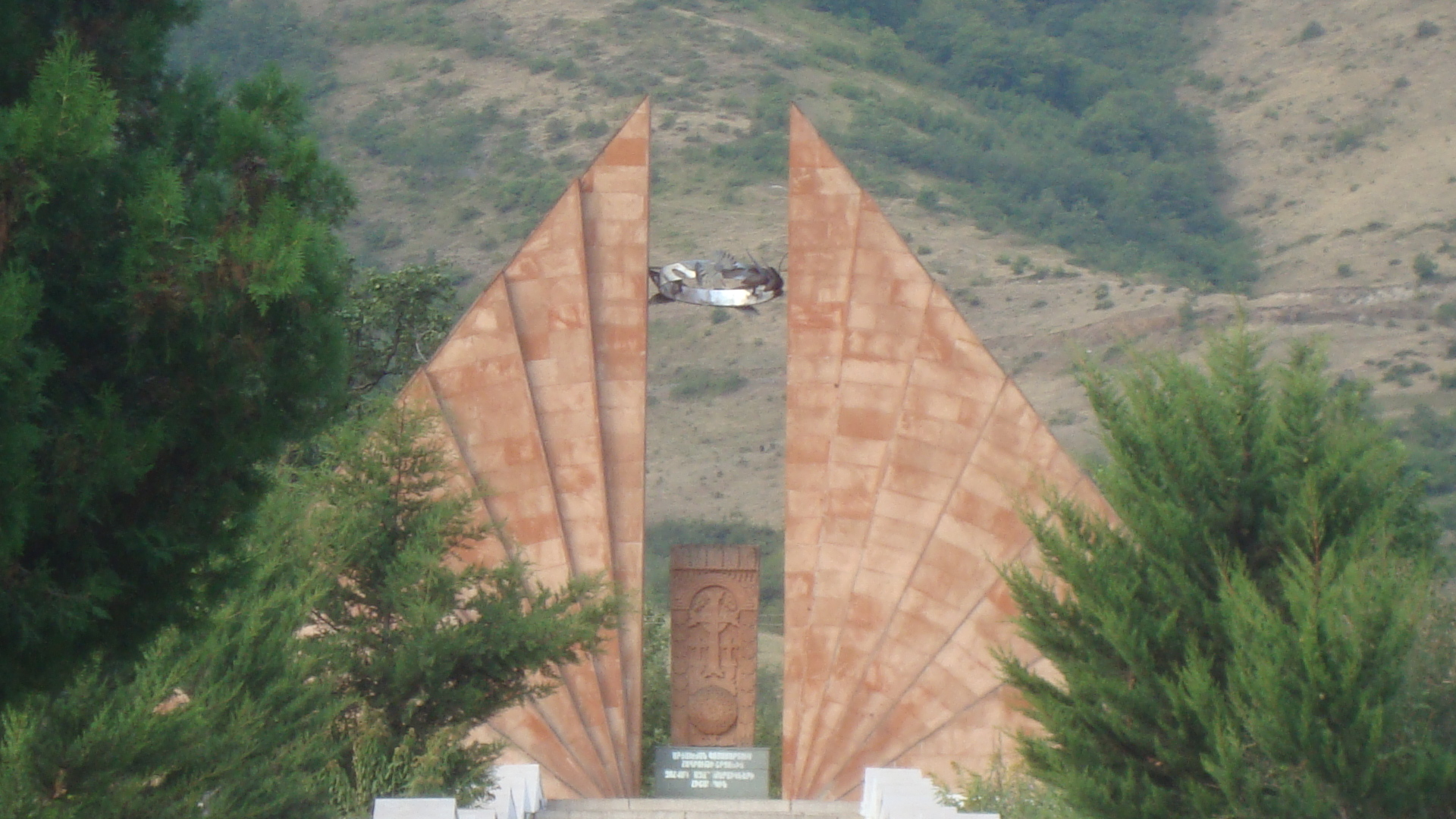
monumento per la liberazione della città
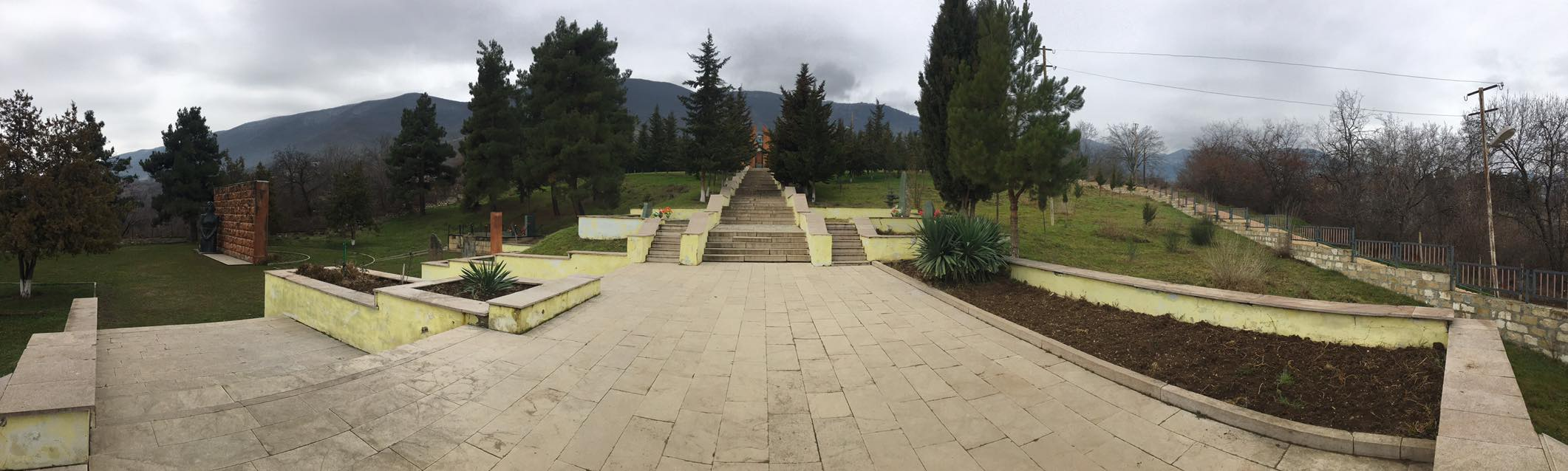
complesso del Memoriale
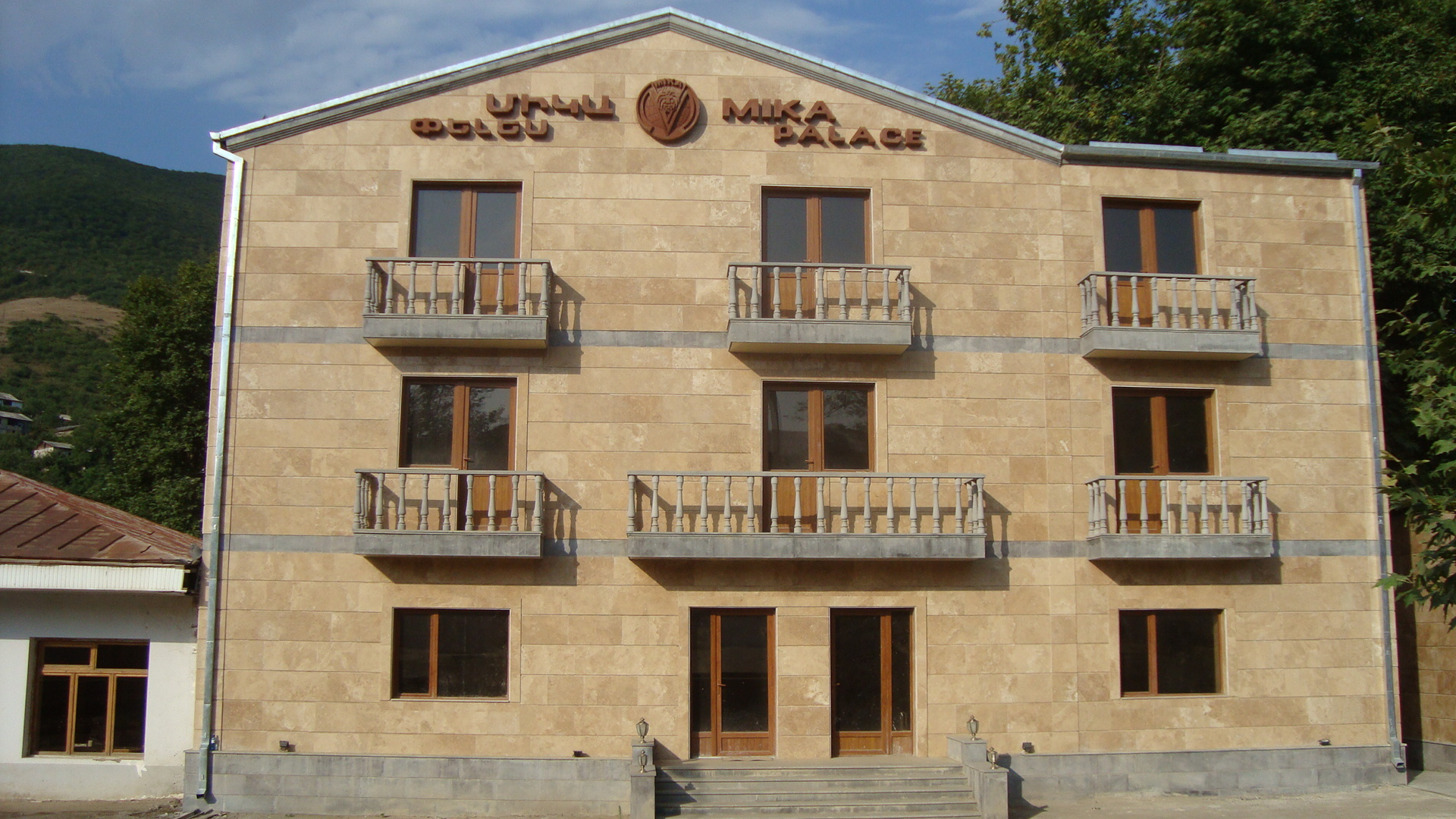
un hotel in città
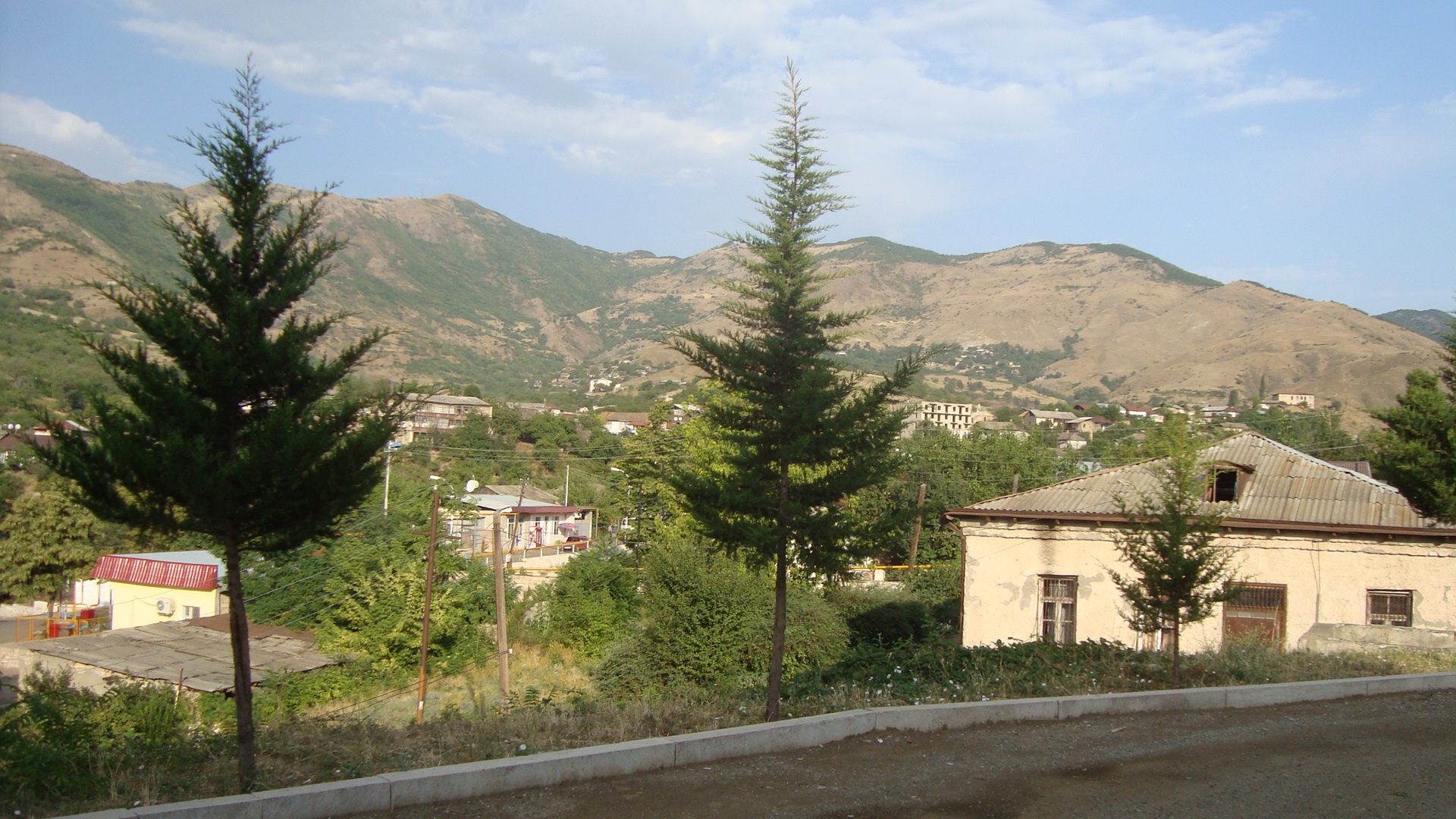
panorama
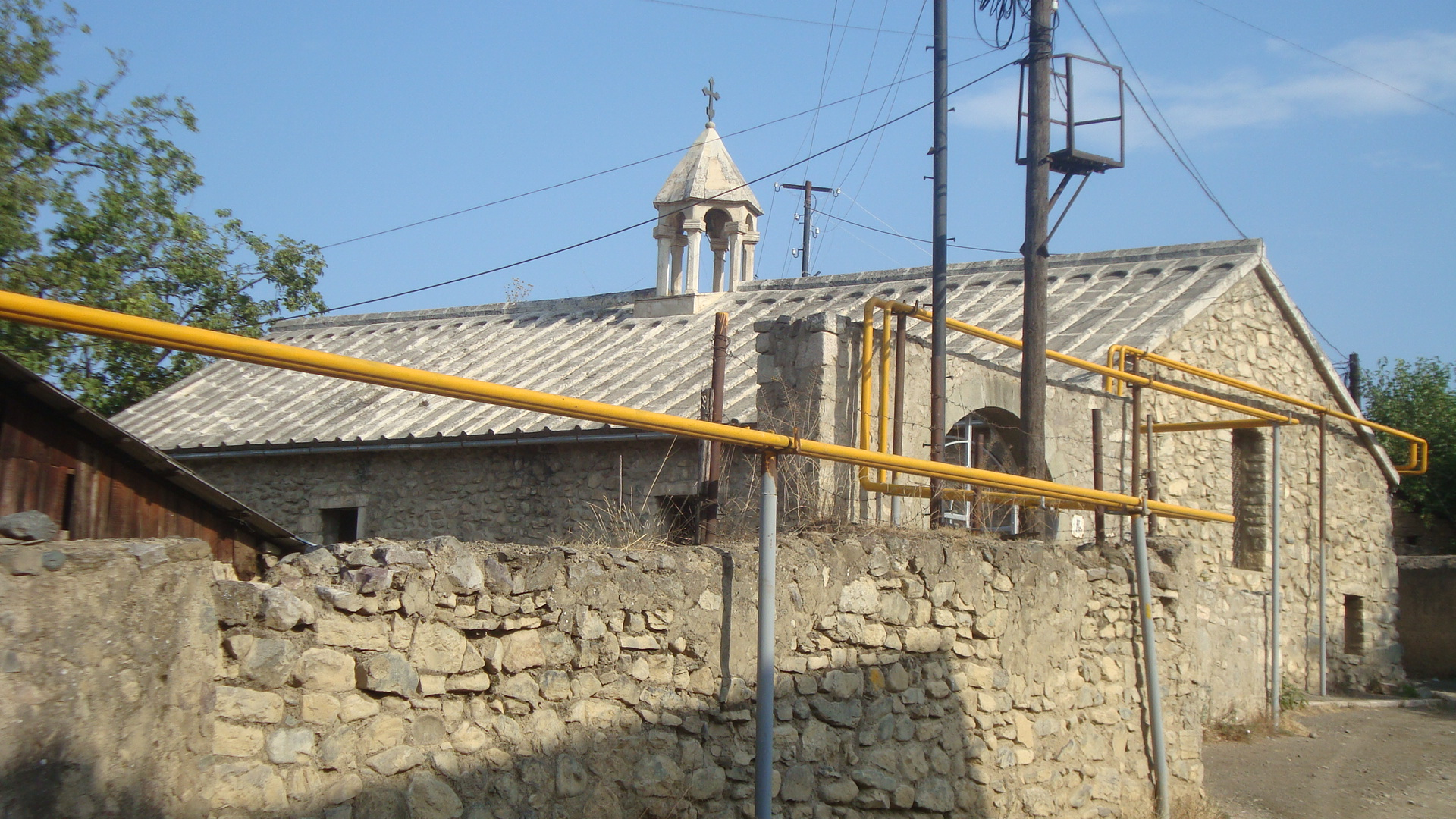
una chiesa